# 夏目漱石之妻
《夏目漱石之妻》，2016年9月24日於日本NHK電視台週六時段（21:00 - 22:13，JST）播出的電視連續劇，共四集，由尾野真千子主演。

## 製作經緯
2016年為日本知名作家夏目漱石逝世100週年，其妻夏目鏡子口述，出版了一部名為《漱石の思い出》的回憶錄，此劇即為根據此回憶錄為原案，製作改編而成的真人版連續劇。以夏目漱石的妻子夏目鏡子為視角、《我是貓》、《少爺》、《心》等著名的夏目漱石作品為基底，描述在動盪的明治時代中夏目夫妻的生活。
此劇獲選第72回日本文化廳「文化廳藝術祭」電視劇部門優秀賞，並於2017年10月18日至10月21日重播。

## 幕後花絮
在2017年年初的本劇座談會上，編劇池端俊策表示在2011年看了晨間劇《糸子的洋裝店》後，對主演的尾野真千子演技印象深刻，直到2014年兩人在NHK第一次合作特別劇《從足尾來的女人》，池端對尾野有極佳評價，於是主動詢問尾野下一部想演什麼題材，尾野回答跟愛情有關的題材。加上在數年前池端已對NHK表示過想翻拍夏目漱石的相關故事，因而有此部電視劇的誕生。

## 評價反響
此劇播出後，其精良的製作和尾野真千子、長谷川博己的演技受到普遍好評，並指此劇為兩位演員的代表作之一，此劇亦獲得該屆多項電視劇獎。

## 故事大綱
原本在富裕家庭中長大的鏡子（尾野真千子 飾），於19歲時和金之助（夏目漱石，長谷川博己 飾）相親，兩人決定結婚。婚後，金之助自英國留學歸國，罹患神經衰弱疾病，精神狀態極度不安定，加上家中資助許多有志創作的學生、亦有四個孩子需養育，夏目家的經濟捉襟見肘，夫妻倆漸生摩擦。原擔任官職的鏡子父親中根（舘廣 飾）此時於政界失勢，在外借貸並向鏡子要求請金之助當自己的保證人，鏡子忍痛拒絕父親。其後，金之助的養父塩原（竹中直人 飾）前來見從小被拋棄的金之助，表示金之助有義務資助自己晚年生活，並以當年的字據要脅金之助。已有胃病的金之助此時健康狀況加劇。於是鏡子將家中所有存款交給養父，設法要回了字據。
養父不再糾纏金之助後，金之助的胃病症狀卻不見減緩，甚至大量吐血.......。

## 登場人物

### 夏目家
- 中根鏡子（夏目鏡子）：尾野真千子
- 夏目金之助（夏目漱石）：長谷川博己
- 山田房子：黑島結菜
- 夏目筆子：五戸みう
- 夏目恒子：根本真陽（日语：根本真陽）
- 夏目榮子：南郷蘭奏
- テル：貓背椿（日语：猫背椿）（第1、2集）

### 其他人物
- 中根重一（日语：中根重一）：舘廣（日语：舘ひろし）
- たか：角替和枝（日语：角替和枝） （第1集）
- 正岡子規：加藤虎ノ介（第1、2集）
- 高濱虛子：須田邦裕（第2、4集）
- 大塚楠緒子（日语：大塚楠緒子）：壇蜜（第4集）
- 小宮豐隆（日语：小宮豊隆）：柄本時生（第3、4集）
- 荒井伴男：滿島真之介（第3、4集）
- 俣野義郎：松尾諭（第1集）
- 尼子四郎（日语：尼子四郎） ：田中要次（日语：田中要次）（第2集）
- 杉本東造：田中隆三（日语：田中隆三）（第4集）
- 正岡律（日语：正岡律）：大後壽壽花（第1集）
- 夏目直矩：津田寬治（日语：津田寛治）（第3集）
- 塩原昌之助：竹中直人（第3集）

## 製作團隊
- 原作：《漱石の思い出》（夏目鏡子口述，松岡讓紀錄）
- 編劇：池端俊策（日语：池端俊策）、岩本真耶（日语：岩本真耶）
- 配樂：清水靖晃（日语：清水靖晃）
- 製作人：吉永証、中村高志
- 導演：柴田岳志、榎戸崇泰
- 製作：NHK ENTERPRISES

## 獲得獎項
- 銀河賞 2016年10月度月間賞[9]
- 第25回橋田獎[10]
- 放送人グランプリ2017 グランプリ（編劇池端俊策（日语：池端俊策））[11]
- 第43回放送文化基金獎（日语：放送文化基金）[12]
  - 節目部門 電視劇 優秀獎
  - 節目部門 演技獎（長谷川博己）
  - 節目部門 導演獎（柴田岳志、榎戸崇泰）
- 第72回文化廳藝術祭（日语：芸術祭 (文化庁)） 電視劇部門優秀賞[13]

## 播出日程
| 集數                                                        | 播出日期 | 標題         | 編劇               | 導演     | 收視率 |
| ----------------------------------------------------------- | -------- | ------------ | ------------------ | -------- | ------ |
| 1                                                           | 09月24日 | 夢想中的夫妻 | 池端俊策           | 柴田岳志 | 10.1%  |
| 2                                                           | 10月01日 | 我是貓       | 池端俊策           | 柴田岳志 | 9.0%   |
| 3                                                           | 10月08日 | 棘手的客人   | 池端俊策、岩本真耶 | 榎戸崇泰 | 8.5%   |
| 4                                                           | 10月15日 | 戰鬥的夫妻   | 池端俊策           | 柴田岳志 | 9.0%   |
| 平均收視率9.15%（收視率由Video Research於日本關東地區統計） |          |              |                    |          |        |

## 外部連結
- NHK土曜ドラマ 夏目漱石の妻 - NHK （页面存档备份，存于）

## 節目變遷
| 日本NHK電視台 NHK週六電視劇       | 日本NHK電視台 NHK週六電視劇             | 日本NHK電視台 NHK週六電視劇 |
| --------------------------------- | --------------------------------------- | --------------------------- |
|                                   | 夏目漱石之妻 （2016.9.24 - 2016.11.15） |                             |
| 小荳荳電視台 （2016.4.30 - 6.18） | SNIFFER嗅覺搜查官 （2016.10.22 - 12.3） |                             |